# Marta McGonagle
Marta McGonagle is een Panamees actrice en producent. Ze heeft rollen gehad in onder andere iCarly, Reno 911! en 8. In 2009 heeft ze de film Words Unspoken geproduceerd. 

## Filmografie
- Short Cut to Hollywood (2009)
- 8 (2008)
- Weeds (2008)
- iCarly (2008)
- Reno 911! (2008)
- The Winged Man (2008)
- The Spot (2008)
- Tormenta's Ear (2007)
- Talkshow with Spike Feresten (2007)
- Drake & Josh (2007)
- Fist in the Eye (2006)
- The Land of Shadowed Sand (2006)
- Believe in Me (2006)
- Red Ridge (2006)
- The Legend of Ghostwolf (2005)
- The Wendell Baker Story (2005)
- Blue Sombrero (2005)
- SideFX (2005)
- Blind (2004) (2004)
- Sobre tu cadaver (2004)
- The New Guy (2002)
- Warning: Parental Advisory (2002)